# WILD WILD WILD
「WILD WILD WILD」是EXILE THE SECOND的第4張單曲。2016年9月21日於日本發行。

## 概要
本作品『WILD WILD WILD』是EXILE THE SECOND正式起動的第2彈單曲。另外、由本作品是EXILE AKIRA加入後的第一張單曲。音樂錄影帶有THE RAMPAGE from EXILE TRIBE的表演者参加。

## 収録曲

### CD
1. WILD WILD WILD
2. RAY
3. WILD WILD WILD (Instrumental)
4. RAY (Instrumental)

### DVD
1. WILD WILD WILD (Music Video)

## 備註
1. ↑  EXILE THE SECOND、シングル3部作第3弾「WILD WILD WILD」9月リリース決定 （页面存档备份，存于） エムオンプレス（2016年8月25日）
2. ↑  AKIRA加入したEXILE THE SECOND、6人体制の新曲MV公開 （页面存档备份，存于）ナタリー（2016年9月6日）